# Harison da Silva Nery
Harison da Silva Nery (født 2. januar 1980) er en tidligere brasiliansk fodboldspiller.